# John Calvin Mason
John Calvin Mason, född 4 augusti 1802 i Montgomery County i Kentucky, död 1865 ombord ett ångfartyg på Mississippifloden, var en amerikansk demokratisk politiker. Han var ledamot av USA:s representanthus 1847–1853 och 1857–1859.
Mason utexaminerades 1823 från Transylvania University i Lexington och var sedan verksam som advokat i Mount Sterling. Han deltog i mexikansk-amerikanska kriget och flyttade 1847 till Owingsville. År 1849 efterträdde han Richard French som kongressledamot och efterträddes 1853 av Leander Cox. Han tillträdde 1857 på nytt som kongressledamot och efterträddes 1859 av Laban T. Moore.
Mason avled 1865 och gravsattes på Frankfort Cemetery i Frankfort.